# Loeflingia
Genre
Classification APG III (2009)
Loeflingia est un genre de plantes de la famille des Caryophyllaceae. Il doit son nom à l'hommage que  Carl von Linné rendit à son élève, le botaniste suédois Pehr Löfling (1729-1756).

## Liste d'espèces
Selon NCBI (21 oct. 2011) :
- Loeflingia baetica
- Loeflingia hispanica  - une espèce des bords de la Méditerranée
- Loeflingia pusilla
- Loeflingia squarrosa

Selon ITIS (21 oct. 2011) :
- Loeflingia squarrosa Nutt.